# Лукас (округ, Огайо)
Округ Лу́кас (англ. Lucas County) — располагается в США, штате Огайо.
Основан 20 июня 1835 года. Назван в честь американского политика и 12-го губернатора штата Виргиния Роберта Лукаса. По данным переписи населения 2000 года общая численность населения составляла 455 054 человека. Административным центром является Толидо.

Округ Лукас является центральной частью метрополитенского ареала Толидо.

## География
По данным Бюро переписи населения США, округ имеет общую площадь 1 543 км², из которых 882 км² суша и 662 км² или 42,86 % это водоёмы. Через округ протекает река Моми.

## Смежные округа
- Монро (Мичиган) — север
- Эссекс (Онтарио, Канада) — северо-восток через озеро Эри
- Оттава (Огайо) — юго-восток
- Вуд (Огайо) — юг
- Генри (Огайо) — юго-запад
- Фултон (Огайо) — запад
- Ленави (Мичиган) — северо-запад

## Национальные охраняемые районы
- Сидар Пойнт Нешнел
- Оттава национальный заповедник (часть)
- Уэст Систер Айленд Нешнел

## Демография
Историческое население переписи:
| Год  | Население | Изменение в процентах |
| ---- | --------- | --------------------- |
| 1840 | 9382      |                       |
| 1850 | 12 363    | 31,8 %                |
| 1860 | 25 831    | 108,9 %               |
| 1870 | 46 722    | 80,9 %                |
| 1880 | 67 377    | 44,2 %                |
| 1890 | 102 296   | 51,8 %                |
| 1900 | 153 559   | 50,1 %                |
| 1910 | 192 728   | 25,5 %                |
| 1920 | 275 721   | 43,1 %                |
| 1930 | 347 709   | 26,1 %                |
| 1940 | 344 333   | −1,0 %                |
| 1950 | 395 551   | 14,9 %                |
| 1960 | 456 931   | 15,5 %                |
| 1970 | 484 370   | 6,0 %                 |
| 1980 | 471 741   | −2,6 %                |
| 1990 | 462 361   | −2,0 %                |
| 2000 | 455 054   | −1,6 %                |
| 2007 | 441 910   | −2,9 %                |

По состоянию переписи населения 2000 года, было 455 054 человек, 182 847 домашних хозяйств и 116 290 семей, проживающих в округе. Плотность населения была 1 337 человек на квадратную милю (516/км²). На территории округа насчитывалось 196 259 единиц жилья, при средней плотности застройки 576 зданий на квадратную милю (223/км²). Расовый состав округа составил 77,50 % белых, 16,98 % афроамериканцев, 0,26 % коренных американцев, 1,21 % азиатов, 0,02 % жителей тихоокеанских островов, 1,86 % от других рас, и 2,16 % от двух или более рас. 4,54 % населения были латиноамериканского происхождения не зависимо от расы.
Всего насчитывалось 182 847 домашних хозяйств, из которых 31,10 % имели детей в возрасте до 18 лет, проживающих с ними, 44,70 % были супружеские пары, живущие вместе, 14,70 % были женщины проживающие без мужей, а 36,40 % имели семьи. 30,10 % всех домохозяйств состоят из отдельных лиц и 10,50 % из них кто-то живущий один, кто был в возрасте 65 лет и старше. Средний размер домохозяйствa 2,44, а средний размер семьи 3,06 человека.
Возрастной состав населения следующий: 
26,30 % в возрасте до 18 лет,
9,80 % от 18 до 24 лет,
29,10 % от 25 до 44 лет,
21,70 % от 45 до 64 лет и
13,10 % тех, кто были в возрасте 65 лет и старше.
Средний возраст составил 35 лет. На каждые 100 женщин приходилось 92,60 мужчин. На каждые 100 девушек возрастом 18 лет и старше приходилось 88,60 юношей.
Средний доход на домашнее хозяйство в округе составил $38 004, а средний доход на семью составляет $48 190. Мужчины имеют средний доход от $39 415 против $26 447 для женщин. Доход на душу населения в округе составил $20 518. 10,70 % семей и 13,90 % населения были ниже черты бедности, в том числе 19,70 % из них моложе 18 лет и 8,70 % в возрасте 65 лет и старше.

## История
20 августа 1794 года, вблизи современного города Моми, американские войска во главе с генералом Уэйном выиграли решающую победу над индейцами в битве под Тимберсом.
Округ Лукас был официально организован в 1835 году. 

## Правительство
Здание суда округа в Толедо.

## Политика
В округе, как правило, сильна Демократическая партия на президентских выборах.

## Внешние ссылки
- Официальный сайт правительства округа Лукас, штат Огайо
- Ярмарка округа Лукас, штат Огайо
- Веб-страница SkyWarn округа Лукас, штат Огайо